# هوزیر (موسیقی‌دان)
اندرو جان هوزیر-بیرن (انگلیسی: Andrew John Hozier-Byrne؛ زادهٔ ۱۷ مارس ۱۹۹۰) که به‌طور حرفه‌ای به نام هوزیر شناخته می‌شود، خواننده، ترانه‌نویس و موسیقی‌دان ایرلندی است. وی از سال ۲۰۱۲ میلادی تاکنون مشغول فعالیت بوده‌است. موسیقی او در اصل از سبک‌های موسیقی فولک، سول و بلوز الهام می‌گیرد که اغلب از موضوعات مذهبی و ادبی استفاده می‌کند و دیدگاهی سیاسی یا اجتماعی را انعکاس می‌دهد. از معروف‌ترین کارهایش «مرا به کلیسا ببر» است.